# Bremia sylvestris
Bremia sylvestris är en tvåvingeart som beskrevs av Ephraim Porter Felt 1920. Bremia sylvestris ingår i släktet Bremia och familjen gallmyggor. Inga underarter finns listade i Catalogue of Life.